# Kleines Palais (Meiningen)

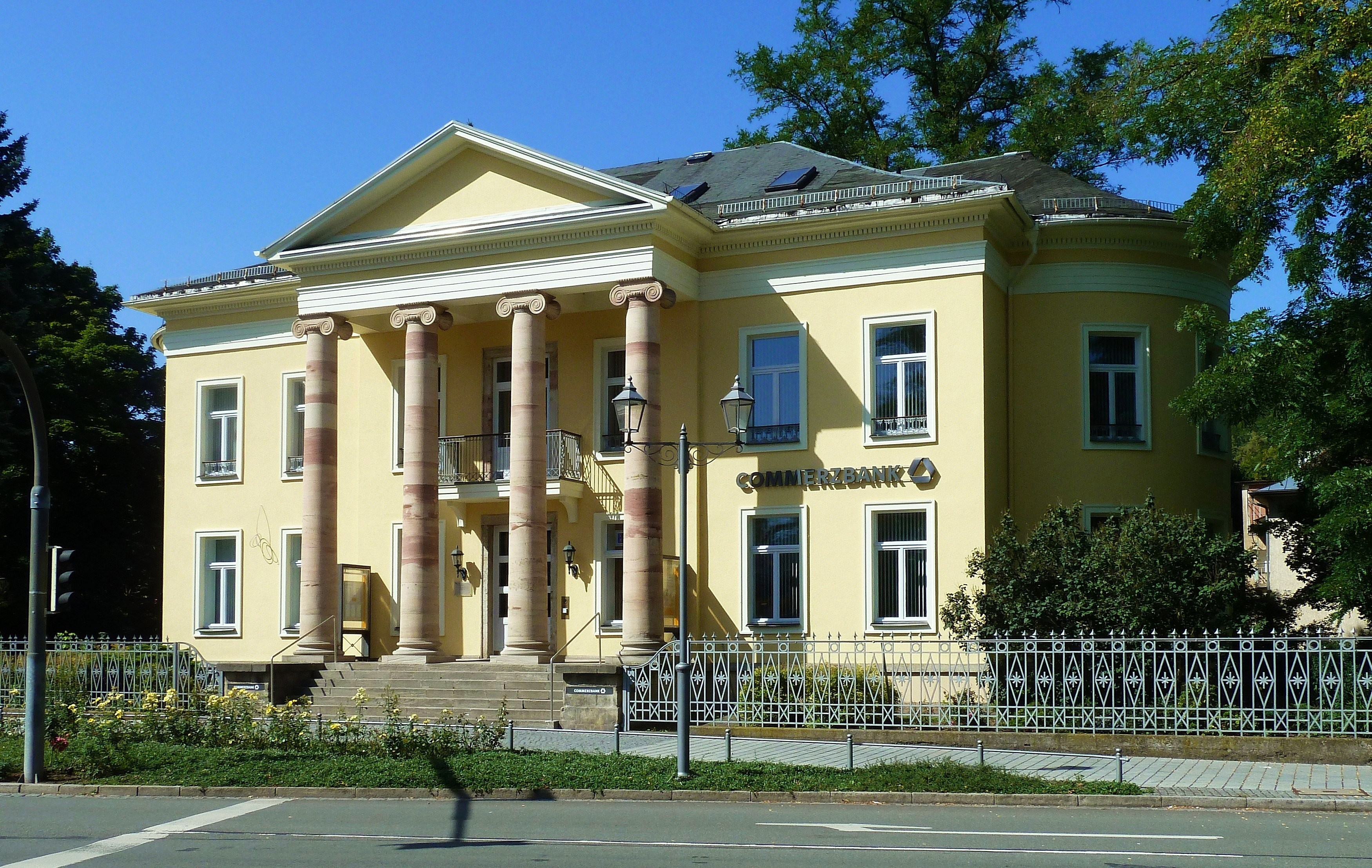
Kleines Palais

Das Kleine Palais (auch Prinzessinnen-Palais genannt) in Meiningen ist ein klassizistischer Palast der Herzöge von Sachsen-Meiningen aus dem 19. Jahrhundert. Herzog Bernhard II. ließ es ab 1821 vom Architekten Johann Andreas Schaubach als sein Sommerpalais errichten. Es zählt heute als Kleinod zu den Sehenswürdigkeiten der Stadt.

## Lage
Das Kleine Palais befindet sich am Anfang des Boulevards Bernhardstraße im Stadtzentrum unweit der Altstadt am Rande des Schlossparks. Das zeitgleich entstandene Große Palais erbaute ebenfalls der Architekt Schaubach etwas versetzt auf der gegenüberliegenden Straßenseite. Gegenüber steht das 1798 errichtete Hotel Sächsischer Hof. Nördlich schließt sich die Villa des bekannten Bankiers Gustav Strupp an. Südlich vom Palais steht das von Eduard Fritze erbaute Henneberger Haus.

## Bauwerk
Der Palast ist ein Musterbeispiel von klassizistischer Baukunst in Meiningen. Das zweigeschossige Bauwerk besitzt einen Giebelportikus mit vier ionischen Säulen und halbrunde Risalite an den seitlichen Gebäudeenden. Im Obergeschoss befindet sich ein Kuppelsaal nach römischem Vorbild mit trapezförmiger Kassettendecke und weiterhin halbrunde Zimmer mit antikisierenden Stuckfries.

## Geschichte
Erbaut wurde das Palais von 1821 bis 1823 vom Architekten Johann Andreas Schaubach und Friedrich Weinbrenner am Platz der ehemaligen unteren Torbastion. Ein in der Bauart ähnliches Gebäude inklusive Kuppelsaal ließ Herzogin Louise Eleonore bereits 1804/05 als Palais Weimar im heutigen Bad Liebenstein errichten. Das Kleine Palais diente fortan als Sommerpalais für den Meininger Herzog Bernhard II. und ab 1825 nach dessen Heirat mit Marie von Hessen-Kassel (1804–1888) als Wohnsitz des Herzogpaares. Nach dem Umzug der Herzogsfamilie 1863 in das umgebaute Große Palais wurde das Kleine Palais verschiedentlich genutzt. Unter anderem wohnten hier die Prinzessinnen des Herzoghauses und Johannes Brahms bei seinen Meiningen-Aufenthalten. Auch nach dem Ende des Herzogtums im Jahr 1918 blieb es bis 1946 im Besitz des Herzoghauses Sachsen-Meiningen. 1923 fand ein Umbau unter der Leitung von Karl Behlert zu einem Bankgebäude der Thüringischen Staatsbank statt. Den Zweiten Weltkrieg überstand das Kleine Palais unbeschadet. Im Juli 1945 richtete hier die sowjetische Besatzungsmacht eine Kommandantur für die Meininger Region ein. Nach deren Auszug fungierte das Gebäude von 1967 bis 1991 als Kindergarten. Das Bauwerk wurde ab 1991 im Auftrag der Dresdner Bank aufwändig saniert, das sie ab Mai 1993 als Bankfiliale nutzte. Seit 2010 ist das Kleine Palais eine Filiale der Commerzbank für rund 9500 Kunden. Das denkmalgeschützte Haus erfuhr 2012 eine weitere Sanierung.